# Seznam kulturních památek v Křivoklátě
Tento seznam nemovitých kulturních památek v městysi Křivoklát v okrese Rakovník vychází z  Ústředního seznamu kulturních památek ČR, který na základě zákona č. 20/1987 Sb., o státní památkové péči, vede Národní památkový ústav jako ústřední organizace státní památkové péče. Údaje jsou průběžně upřesňovány, přesto mohou obsahovat i řadu věcných a formálních chyb a nepřesností či být neaktuální. 
Pokud byly některé části dotčeného území vyčleněny do samostatných seznamů, měly by být odkazy na tyto dílčí seznamy uvedeny v úvodu tohoto seznamu nebo v úvodu příslušné sekce seznamu.

## Křivoklát
|  | Kategorie „Křivoklát Castle “ na Wikimedia Commons | Hledat fotografie a kategorie ve Wikimedia Commons podle rejstříkového čísla památky | Nahrát snímek k tomuto tématu do úložiště Wikimedia Commons |  |

|  | Kategorie „Watermill Křivoklát čp. 88 “ na Wikimedia Commons | Hledat fotografie a kategorie ve Wikimedia Commons podle rejstříkového čísla památky | Nahrát snímek k tomuto tématu do úložiště Wikimedia Commons |  |

|  | Kategorie „Chapel of the Virgin Mary in Křivoklát “ na Wikimedia Commons | Hledat fotografie a kategorie ve Wikimedia Commons podle rejstříkového čísla památky | Nahrát snímek k tomuto tématu do úložiště Wikimedia Commons |  |

|  | Kategorie „Monument of Prince Karl Egon II. of Fürstenberg in Křivoklát “ na Wikimedia Commons | Hledat fotografie a kategorie ve Wikimedia Commons podle rejstříkového čísla památky | Nahrát snímek k tomuto tématu do úložiště Wikimedia Commons |  |

|  | Kategorie „Column with statue of Saint John of Nepomuk in Křivoklát “ na Wikimedia Commons | Hledat fotografie a kategorie ve Wikimedia Commons podle rejstříkového čísla památky | Nahrát snímek k tomuto tématu do úložiště Wikimedia Commons |  |

## Amalín
|  |  | Hledat fotografie a kategorie ve Wikimedia Commons podle rejstříkového čísla památky | Nahrát snímek k tomuto tématu do úložiště Wikimedia Commons |  |

|  | Kategorie „Church of Saint Peter (Křivoklát) “ na Wikimedia Commons | Hledat fotografie a kategorie ve Wikimedia Commons podle rejstříkového čísla památky | Nahrát snímek k tomuto tématu do úložiště Wikimedia Commons |  |

## Častonice
| Památka                    | Fotografie                                                | Rejstříkové číslo v ÚSKP                                                             | Sídelní útvar                                               | Poloha                                           | Popis a poznámky |
| -------------------------- | --------------------------------------------------------- | ------------------------------------------------------------------------------------ | ----------------------------------------------------------- | ------------------------------------------------ | --- |
| Usedlost čp. 1 (Q33243680) | \| \| \| \| \| \|                                         | 100963 Pam. katalog MIS                                                              | Častonice                                                   | Častonice 1 50°1′14,96″ s. š., 13°53′2,59″ v. d. | Kompletně a vzácně dochovaný areál zemědělské (původně manské) usedlosti, jehož jednotlivé objekty představují různé stavební etapy vývoje lidové architektury pravděpodobně od 2. poloviny 18. do 1. třetiny 20. století. Hospodářský dvůr velmi odvážného uspořádání kolem nepravidelného dvora je situován na planině za obcí. Areál sestává z obytného stavení s chlévy v zadním traktu a z několika dalších hospodářských budov. Těmito jsou špýchar, objekt pro uskladnění potravin, samostatný chlév, ovčín a stodola s kolnou. Vedle těchto budov je součástí hospodářského dvora rybníček situovaný za špýcharem, jehož dno je vymazáno jílem. Rovněž se v ovocné zahradě zachovala, byť značně adaptovaná, sušárna ovoce (švestek). V její blízkosti se nachází zvonička (rovněž zapsaná v seznamu nemovitých památek) a dvě památné lípy vysazené k datu zavraždění panovníka. Předmětem ochrany je obytný dům s hospodářskou částí, sýpka, hospodářská budova, chlév, ovčín, stodola, kolna, zvonička a pozemky vymezeného areálu. Památkově chráněno od 22. března 2004. |
|                            | Kategorie „Častonice (Křivoklát) 1 “ na Wikimedia Commons | Hledat fotografie a kategorie ve Wikimedia Commons podle rejstříkového čísla památky | Nahrát snímek k tomuto tématu do úložiště Wikimedia Commons |                                                  | |